# メキシコハマグリ
メキシコハマグリ（Tivela stultorum, 英: Pismo clam, pismo clam）は、マルスダレガイ目マルスダレガイ科の二枚貝である。 

## 分布
カリフォルニア州サンマテオからメキシコのバハ・カリフォルニア州にかけて。英名はカリフォルニア州の都市ピズモビーチ（Pismo Beach）に由来。

## 形態
ハマグリに似た形の重厚な殻は殻長16センチ、最大20センチに達する（20センチの標本がピズモビーチ商工会議所に展示されている）。表面はなめらかで黄褐色。濃褐色の放射彩あり。殻皮は半透明で強い光沢あり。

## 生態
潮間帯の砂浜及び水深10から25メートルに生息。遠浅の海域に多い。現地では荒波が寄せることが多いが、そのような環境にあって貝殻を厚くして、重量を重くすることで姿勢を安定させるように適応したらしい。
本種は水管が短く、そのため砂底の表面のごく近くに埋まっている。したがって砂の移動の影響を受けやすい。本種の稚貝の生態は報告されていない。山口正士は、「荒波が渦巻く砂浜海岸での生態調査はとても難儀な仕事だからであろう」と述べる。
植物プランクトン、動物プランクトン、バクテリア、デトリタスを濾過して摂食する。カニ、巻貝、カモメ、ラッコ、サメ・エイを含む一部の魚類によって捕食される。
配偶子形成は3月 - 4月に始まり、4月 - 5月には熟した配偶子が観察される。6月 - 7月、性腺は急速に発育する。産卵は7月下旬または8月上旬に始まり、11月末まで続く。一部の配偶子のみが成熟していることから、産卵はシーズン中数回にわたって行われる可能性がある。

## 人との関わり
カリフォルニア州の先住民は本種を食用に利用した。現在でも現地では普通に食用に消費される。1963年の論文で、各種水産物の食品としての人気について考察されているが、本種を含む「Clam (二枚貝類)」はアメリカの大西洋側・太平洋側問わずよく食べられている。
1910年代には年間漁獲量6万ポンド前後（約30トン）を記録したこともあるが、その後は乱獲により激減する（それでも、1927年の季節労働者募集の広告に福利厚生の一環として「蛤掘り」を記載するものがあった）。1964年の文献によると大型の個体を汀線近くで得るのは難しい。アメリカでは政府が保護に乗り出し、漁獲してよいのは10センチ以上の個体に限って一人1日当たり10個までとしている。

### その他
世界恐慌の1933年3月6日、ルーズヴェルト大統領は全米の銀行に「銀行休日」を宣言した。それは3月12日まで続くのであるが、ピズモビーチ市民は少額の釣銭が不足して不便を強いられた。そこで、一部地元企業は本種の殻に金額と責任者の署名を記した代用貨（scrip currency）を発行した。世界のハマグリの首都（Clam Capital of the World）であることを誇るピズモビーチにとっては自然なことであり、短命に終わったとはいえ確かに流通した。額面は25セントから25ドルまで各種あったが、地元の店舗や郵便局はこの代用貨を受け取った。
日向はまぐり碁石は、従来地元で採れるチョウセンハマグリを材料にしてきたが、現在では輸入した本種を使用する。